# Nam Le (Pokerspieler)
Nam Thien Le (* 10. September 1980 in Irvine, Kalifornien) ist ein professioneller US-amerikanischer Pokerspieler vietnamesischer Abstammung. Er gewann 2006 das Main Event der World Poker Tour.

## Persönliches
Le wuchs in Südkalifornien auf. Sein jüngerer Bruder Nhan „Tommy“ Le ist ebenfalls Pokerspieler. Nam Le lebt in Huntington Beach.

## Pokerkarriere
Le lernte von seinem Freund Tuan Le viel über das Spiel und verdiente bereits 2004 sein Geld mit Cash Games in Los Angeles. Ebenso hatte er engen Kontakt zu J. C. Tran, Quinn Do und David Rheem, die ihn ermutigten, mit Turnierpoker anzufangen.
Seine erste Geldplatzierung bei einem Live-Turnier erzielte Le Anfang Februar 2004 in Los Angeles. Mitte Dezember 2004 erreichte der Amerikaner beim Main Event der World Poker Tour (WPT) im Hotel Bellagio am Las Vegas Strip den Finaltisch und erhielt für seinen sechsten Platz ein Preisgeld von mehr als 150.000 US-Dollar. Im Juni 2005 war er erstmals bei der World Series of Poker (WSOP) im Rio All-Suite Hotel and Casino am Las Vegas Strip erfolgreich und kam bei drei Turnieren der Variante No Limit Hold’em in die Geldränge. Anfang März 2006 gewann Le das WPT-Main-Event in San José mit einer Siegprämie von rund 1,2 Millionen US-Dollar. Mitte Juni 2006 siegte der Amerikaner auch bei der Scotty Nguyen Poker Challenge in Tulsa für über 200.000 US-Dollar. Bei der WSOP 2006 erreichte er einen Finaltisch und scheiterte in diesem Turnier lediglich im Heads-Up am Australier Mark Vos. Für seinen zweiten Platz erhielt Le ein Preisgeld von mehr als 400.000 US-Dollar. Im Juni 2007 saß er erneut an einem WSOP-Finaltisch und wurde bei einem Hold’em-Event Dritter für knapp 250.000 US-Dollar. Ende Februar 2008 kam der Amerikaner an den Finaltisch des WPT-Main-Events in Los Angeles und beendete das Turnier auf dem vierten Rang für ein Preisgeld von mehr als 400.000 US-Dollar. Mitte September 2008 gewann er das High Roller der Asia Pacific Poker Tour in Macau mit einer Siegprämie von umgerechnet knapp 500.000 US-Dollar. Ende Oktober 2008 wurde er beim WPT-Main-Event im Bellagio Zweiter hinter dem Franzosen Bertrand Grospellier und erhielt ein Preisgeld von knapp 950.000 US-Dollar. Mitte März 2014 erreichte Le zum sechsten Mal den Finaltisch des Main Events der World Poker Tour und belegte in San José den fünften Platz für mehr als 220.000 US-Dollar. Beim Turbo High Roller des L.A Poker Classic in Los Angeles wurde er Anfang Mai 2015 Vierter und erhielt rund 200.000 US-Dollar. Seitdem blieben größere Turniererfolge aus.
Insgesamt hat sich Le mit Poker bei Live-Turnieren mehr als 7,5 Millionen US-Dollar erspielt.